# Mychajlo Kossatsch

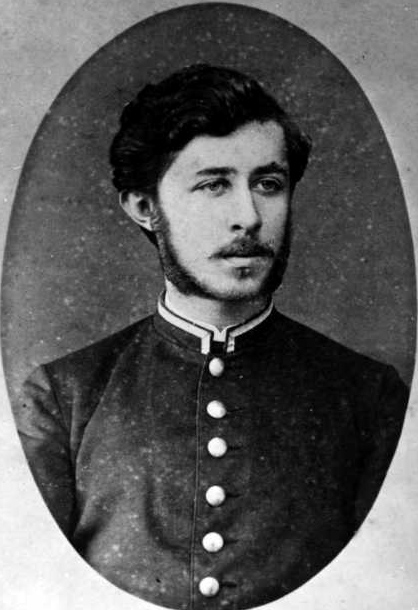
Mychajlo Kossatsch (1887)

Mychajlo Petrowytsch Kossatsch (ukrainisch Михайло Петрович Косач, * 25. Juli 1869 in Nowohrad-Wolynskyj; † 16. Oktober 1903 in Charkiw) war ein ukrainischer Physiker, Schriftsteller und Übersetzer.

## Biografie
Bis er 15 war, lernte er zu Hause, zunächst bei seiner Mutter Olena Ptschilka, dann bei Lehrern, und erlernte mehrere Fremdsprachen. Er besuchte ein Gymnasium in Chełm. Danach besuchte er die Kiewer Wolodymyr-Universität. Später wechselte er an die Fakultät für Physik und Mathematik der Kaiserlichen Universität Jurjew. Am 12. September 1893 heiratete er Hryzko Hryhorenko. 1898 bestand Kossatsch die Prüfung zum Magister der Physik.
Ab 1901 war er Privatdozent an der Universität Charkiw. Er unterrichtete Meteorologie und mathematische Physik. Außerdem unterrichtete er Experimentalphysik am Charkiwer Veterinärinstitut. Die Meteorologie war der Schwerpunkt seiner wissenschaftlichen Tätigkeit. Er entwickelte durch Zusammenarbeit mit der Semstwo einen Plan für ein Netz von Wetterstationen und wies die bedeutende Rolle von Wetterstationen in der Landwirtschaft nach.
Kossatsch begann mit der Erforschung von Elektrolyten im Magnetfeld. Seine ersten Ergebnisse veröffentlichte er 1901 im Bericht Zur Frage der ponderomotorischen Kräfte bei der Elektrolyse auf dem 11. Kongress der Naturforscher und Ärzte in Sankt Petersburg. Er untersuchte globale Prozesse des Einflusses des Erdmagnetfelds auf die Wetterbedingungen und untersuchte das Problem der Entstehung von Zyklonen und Antizyklonen in den Berichten Zur Theorie des Hagels (1901) und Elektrolyte im Magnetfeld (1902).
Sein Beitrag zur ukrainischen Literatur besteht aus Kurzgeschichten wie Weihnachten unter dem Kreuz des Südens, Wolken und Der Gast, die in der Zeitschrift Sorja in Lwiw veröffentlicht wurden, sowie ukrainischen Übersetzungen der Werke russischer Schriftsteller wie Wladimir Korolenko und Nikolai Gogol.